# Christos Nicopoulos
Christos Nicopoulos (* 1955 in Athen, Griechenland) ist ein deutsch-griechischer Theaterregisseur und Autor.

## Leben
Christos Nicopoulos verließ, wegen der Militärdiktatur, mit 17 Jahren Griechenland und ließ sich in England nieder. Er studierte zunächst am Dartington College of Arts (Devon), im Anschluss daran belegte er das Fach „Regie“ an der University of Hull und der University of Leeds (Abschlüsse: Drama Diplom / Certificate of Education / BA / MA).
Er arbeitete u. a. mit Anthony Minghella, Max Stafford Clark, Adrian Mitchell, Mary Fulkerson (Tanz) und Ann Jellicoe.
Sein Engagement im theaterpädagogischen Bereich gilt auch der Arbeit mit Langzeitarbeitslosen und Menschen mit Behinderung.
Nach zahlreichen Produktionen in England kam er 1990 nach Deutschland und inszenierte in Schwerin, Wuppertal, Stuttgart, Düsseldorf, Neuwied, Bonn und vor allem Köln. Zu seinen Spielstätten gehörten u. a. Halle Kalk, Theater am Sachsenring, Horizont Theater, Cassiopeia Bühne und Severingsburgtheater.
Seit 1994 arbeitet er ehrenamtlich mit den Klosterspielern von Brauweiler e. V. und konnte insgesamt 35 Produktionen umsetzen.
1996 gründete er die experimentelle Theaterbox und leitete diese bis 1998. Danach rief er das Ensemble Nicopoulos ins Leben. Das Ensemble Nicopoulo ist ein gemeinnütziger Verein und eine freie Theatergruppe für Bühnenstücke mit dem Schwerpunkt Kindertheater und Stückentwicklung, oft auch zweisprachig. Es ist Mitglied des Vereins für Darstellende Künste Köln e.V.
Er arbeitete zudem als Lehrbeauftragter an verschiedenen Volkshochschulen und der Fachhochschule Düsseldorf.
Seine letzten Arbeiten inszenierte er im Landestheater Neuwied und im Horizont Theater Köln, das er seit 2007 leitet. Am Horizont Theater Köln entwickelte und inszenierte er bisher um die 50 Stücke. Davon waren fünf Theaterstücke für den Kölner Theaterpreis nominiert.
Er lebt in Köln.

## Inszenierungen (Auswahl)
- Anna – Luse // von David Mowat // 1979 // National Student Drama Festival in South Hampton // University of Hull – Drama Department
- Traps // von Caryl Churchill // 1983 // University of Leeds – Drama Department
- Equus // von Peter Shaffer // 1995 // Horizont Theater Köln
- Antigone // nach Sophokles // 1997 // Horizont Theater Köln
- Ein Mond für die Beladenen // von Eugene O’Neill // 1999 // Euro Theater Central Bonn
- Tabu // von Jacek Bochenski // 2001 // Cassiopeia Theater Köln[5]
- Nachtasyl // von Maxim Gorki // 2006 // Landesbühne Rheinland-Pfalz // Schlosstheater Neuwied
- Lysistrata // nach Aristophanes // 2008 // Ensemble Nicopoulos // Horizont Theater Köln
- Bluthochzeit // von Federico Garcia Lorca // 2010 // Landesbühne Rheinland-Pfalz[6]
- Blinde Träume // von David Mowat // 2010 // Horizont Theater Köln[7]
- König Ödipus // von Sophokles // 2011 // Horizont Theater Köln[7]
- Romeo und Julia // von William Shakespeare // 2011 // Horizont Theater Köln[7]
- Bernarda Albas Haus // von Federico Garcia Lorca // 2012 // Kleines Theater Bad Godesberg // Schlosstheater Neuwied
- Yerma // von Federico Garcia Lorca // 2014 // Horizont Theater Köln[8]
- Siebter Himmel // von Caryl Churchill // 2015 // Horizont Theater Köln[9]
- Die Kopien // von Caryl Churchill // 2017 // Horizont Theater Köln
- Dido & Aeneas // nach Christopher Marlowe // 2018 // Horizont Theater Köln[10]
- White Power Barbies // von Roland Spranger // 2022 // Horizont Theater Köln[11]
- Finis Geheimnis // von Caroline Link // UA, 2023 // Horizont Theater Köln
- Geschlossene Gesellschaft // von Jean Paul Sartre // 2023 // Horizont Theater Köln[12]